# Borneophysis chewi
Borneophysis chewi är en skalbaggsart som beskrevs av Antonio Vives och Heffern 2006. Borneophysis chewi ingår i släktet Borneophysis och familjen långhorningar. Inga underarter finns listade.